# Ryan XF2R Dark Shark
Ryan XF2R Dark Shark là một mẫu máy bay thử nghiệm chế tạo cho Hải quân Hoa Kỳ, nó được trang bị kết hợp giữa một động cơ tuabin phản lực và một động cơ tuabin cánh quạt. Nó được thiết kế dựa trên FR Fireball của hãng Ryan trước đó, nhưng thay thế động cơ piston của Fireball bằng động cơ tuabin phản lực cánh quạt General Electric T-31.
Động cơ tuabin phản lực cánh quạt đã cải hiện hiệu năng cho XF2R, nhưng hải quân lại ít quan tâm tới nó, vì cùng thời điểm đó, họ đã từ bỏ ý tưởng máy bay tiêm kích hỗn hợp.
Không quân Hoa Kỳ lại tỏ ra quan tâm nhiều hơn một chút, cùng thời gian đó họ đang thử nghiệm đánh giá một mẫu tương tự là Convair XP-81, họ cũng yêu cầu Ryan sửa đổi XF2R để sử dụng động cơ tuabin phản lực Westinghouse J-34 thay vì động cơ General Electric J-31. Sửa đổi với mẫu thử đã tạo ra XF2R-2, lối dẫn khí vào động cơ được chuyển sang cạnh của thân máy bay.
Mặc dù Dark Shark tỏ ra là một máy bay hữu dụng, nhưng nó không bao giờ tiến xa hơn giai đoạn mẫu thử.

## Tính năng kỹ chiến thuật

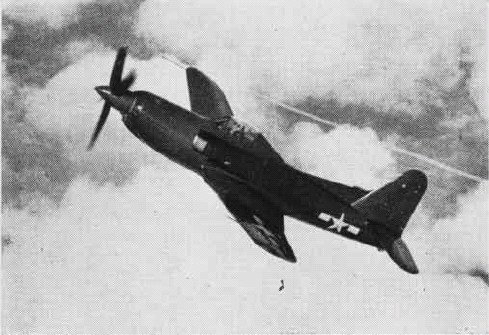
XF2R-1 trong một chuyến bay.

Dữ liệu lấy từ The Complete Book of Fighters

### Đặc điểm riêng
- Tổ lái: 1
- Chiều dài: 36 ft 0 in (10,97 m)
- Sải cánh: 42 ft 0 in (12,80 m)
- Chiều cao: 14 ft 0 in (4,27 m)
- Diện tích cánh: 305 ft² (28,3 m²)
- Trọng lượng cất cánh: 11.000 lb (4.990 kg)
- Động cơ:
  - 1 động cơ tuabin phản lực General Electric J31, lực đẩy 1.600 lbf (7,1 kN)
  - 1 động cơ tuanbin phản lực cánh quạt General Electric T31, lực đẩy 1.760 hp (1.310 kW)

### Hiệu suất bay
- Vận tốc cực đại: 497 mph (432 kn, 800 km/h)
- Trần bay: 39.100 ft (11.900 m)
- Vận tốc lên cao: 4.850 ft/min (24,64 m/s)
- Lực nâng của cánh: 36,1 lb/ft² (176 kg/m²)

### Vũ khí
- 4 súng máy M2 Browning.50-inch (12.7 mm)

### Máy bay có cùng sự phát triển
- FR Fireball

### Máy bay có tính năng tương đương
- Convair XP-81
- Curtiss XF15C
- XTB3F Guardian